# Коробов, Михаил Николаевич
Михаи́л Никола́евич Ко́робов (13 апреля 1925, Курьинский район, Алтайский край — 2 декабря 1986, Москва) — учёный-геолог, палеонтолог и стратиграф в ГИН АН СССР.
Участник Великой Отечественной войны (1943—1945), старший сержант РККА, Герой Советского Союза (1945).

## Биография
Родился 13 апреля 1925 года в деревне Ивановка (Курьинский район), в то время Сибирский край, в крестьянской семье.
В 1932 году семья переехала в Игрышенский совхоз, Новосёловский район, Красноярский край.
В 1938 году окончил 4 класса школы, из-за недостатка средств прервал учёбу и работал разнорабочим в совхозе.

### Военное время
31 марта 1943 года был призван на службу в Рабоче-крестьянскую Красную Армию. С октября — на фронтах Великой Отечественной войны. Принимал участие в боях на Западном и 3-м Белорусском фронтах.
В августе 1944 года старший сержант Михаил Коробов был помощником командира взвода учебной роты 159-й стрелковой дивизии 5-й армии 3-го Белорусского фронта. Отличился во время форсирования Одера. В ночь с 16 на 17 августа 1944 года Коробов во главе одной из групп курсантов прорвался в расположение противника и с боями вышел к Государственной границе СССР с Восточной Пруссией в районе села Рудзе Шакяйского района Литовской ССР, с ходу форсировал реку Шешупе и установил на западном берегу красный флаг. На захваченном плацдарме группа Коробова успешно отражала немецкие контратаки до переправы основных сил полка. Указом Президиума Верховного Совета СССР от 24 марта 1945 года за «образцовое выполнение боевой задачи, смелость и инициативу, проявленные при форсировании водной преграды», старший сержант Михаил Коробов был удостоен высокого звания Героя Советского Союза с вручением ордена Ленина и медали «Золотая Звезда» № 8700.
В октябре 1944 года в Восточной Пруссии был тяжело ранен. Лечился в госпиталях города Вильно, затем отправлен в Казань. После выписки, в декабре 1945 года, был демобилизован.

### Образование
В декабре 1945 года вернулся в Новосёлово (Новосёловский район), продолжил обучение в школе и работу в совхозе.
В 1948—1950 годах учился Горно-металлургическом техникуме в городе Лениногорске (Восточно-Казахстанская область, Казахская ССР).
В 1950—1952 годах учился в Краснодарском нефтяном техникуме в городе Краснодаре.
В 1952—1957 годах обучался в Московском нефтяном институте им. И. М. Губкина, получил специальность горный инженер-геолог.

### Научная работа
Студентом проходил геологические практики коллектором и прорабом в 106 отряде ГИН АН СССР (1954—1956)
С 1957 года работал в Геологическом институте АН СССР на должностях:
- Старший лаборант
- Младший научный сотрудник (1960), учёное звание (1963)
- Старший научный сотрудник (1979).

Изучал трилобитов кембрий Сибири под руководством Н. В. Покровской в отделе Стратиграфии ГИН АН СССР.
Проводил исследования по теме «Зональная стратиграфическая шкала кембрия Сибири и её соотношение с другими регионами».
Разработал стратиграфическую схему Хараулахских гор Якутии, которая стала опорной.
Кандидат геолого-минералогических наук (1967).
Был в научных командировках в Чехословакии (1964—1965) и в экспедициях в Восточной Сибири и в Монголии — Советско-Монгольская научно-исследовательская геологическая экспедиция, (1967—1982).

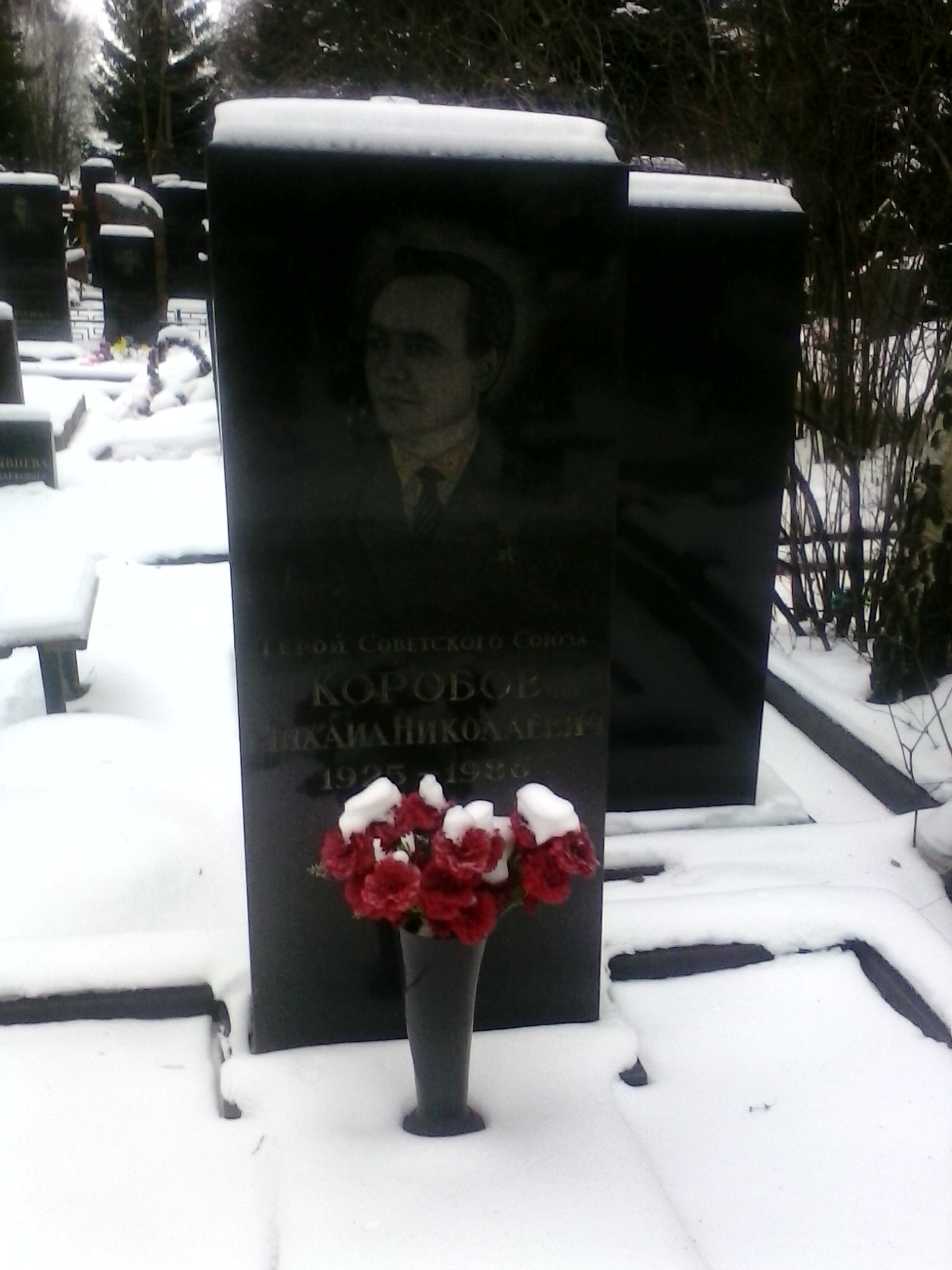
Могила Коробова на Кунцевском кладбище Москвы.

Скончался после болезни 2 декабря 1986 года в Москве, похоронен на Кунцевском кладбище, участок 9—2.

## Семья
Отец Николай Петрович Коробов (1882, село Кузнецовка, Курьинский район, Алтайский край — 1948, Новосёловский район, Красноярский край), мать — Наталия Дмитриевна (1892, село Тамбовка, Глушинской район, Куйбышевская область — 1970, Москва). Брат — Василий (род. 1924), работал на заводе города Николаев.
- Сын — Владимир (род. 1953).

## Награды и премии
- 1944 — Медаль «За отвагу»[8]
- 1944 — Орден Славы 3-й степени[9]
- 1945 — Герой Советского Союза с вручением ордена Ленина и медали «Золотая Звезда»
- 1946 — Медаль «За победу над Германией в Великой Отечественной войне 1941—1945 гг.»
- 1965 — Юбилейная медаль «Двадцать лет Победы в Великой Отечественной войне 1941—1945 гг.»
- 1968 — Юбилейная медаль «50 лет Вооружённых Сил СССР»
- 1970 — Медаль «За доблестный труд в Великой Отечественной войне 1941—1945 гг.»
- 1970 — Медаль «В ознаменование 100-летия со дня рождения Владимира Ильича Ленина»
- 1975 — Юбилейная медаль «Тридцать лет Победы в Великой Отечественной войне 1941—1945 гг.»
- 1978 — Юбилейная медаль «60 лет Вооружённых Сил СССР»
- 1984 — Медаль «Ветеран труда»
- 1985 — Орден Отечественной войны 1-й степени
- 1985 — Юбилейная медаль «Сорок лет Победы в Великой Отечественной войне 1941—1945 гг.».

- 1985 — Первая премия научных работ ГИН АН СССР, за публикации работ по определению возраста ряда толщ с которыми связаны месторождения полезных ископаемых, в частности фосфориты.

## Членство в организациях
- 1954 — КПСС
- Межведомственный стратиграфический комитет СССР.